# 無斑裸天竺鯛
無斑裸天竺鯛（学名：Gymnapogon annona），又名大面側仔、大目側仔，为輻鰭魚綱鈎頭魚目天竺鯛科裸天竺鯛屬下的一个种，分布於西太平洋台灣蘭嶼、澳洲、印尼及巴布亞紐幾內亞海域，深度0至5公尺，本魚體延長，體側扁，頭大、眼大、口大且斜裂，頜齒細小，鋤骨和腭骨通常具齒，舌上無齒，前鰓蓋骨下緣有強硬棘，體裸露無鱗，頰部及鰓蓋均被鱗，體淡黃色半透明，魚鰭黃色，眼睛綠藍色，體長可達5公分，棲息在淺水的珊瑚礁，夜行性，以浮游生物為食，生活習性不明。